# Teatro Principal (Saragossa)
El Teatro Principal és el teatre més important de Saragossa (Aragó). És al carrer d'El Coso, en el mateix centre de la ciutat. Va ser inaugurat el 1799, patint en el decurs dels segles xix i xx diverses reformes: el 1858, a càrrec de José de Yarza, el 1870 per Ricardo Magdalena i el 1940 per Regino Borobio encara que la més important va ser la de Ricardo Magdalena que es va inspirar en el model de planta de la Scala de Milà, tot creant una nova façana.